# Résultats détaillés des championnats d'Europe d'athlétisme en salle 2013
Résultats détaillés des finales des Championnats d'Europe d'athlétisme en salle 2013 se déroulant du 1er au 3 mars 2013 au Scandinavium de Göteborg, en Suède. 
| Courses : 60 m - 400 m - 800 m - 1 500 m - 3 000 m Obstacles : 60 m haies Relais : Relais 4 × 400 m Sauts : Hauteur - Longueur - Triple saut - Perche Lancers : - Poids Épreuves combinées : Heptathlon/Pentathlon |

## Résultats

### 60 m
| Rang | Athlète                | Pays        | Temps            |
| ---- | ---------------------- | ----------- | ---------------- |
| 1    | Jimmy Vicaut           | France      | 6 s 48 (WL, PB)  |
| 2    | James Dasaolu          | Royaume-Uni | 6 s 48 (=WL, PB) |
| 3    | Michael Tumi           | Italie      | 6 s 52           |
| 4    | Jaysuma Saidy Ndure    | Norvège     | 6 s 61           |
| 5    | Odain Rose             | Suède       | 6 s 62 (PB)      |
| 6    | Julian Reus            | Allemagne   | 6 s 62           |
| 7    | Harry Aikines-Aryeetey | Royaume-Uni | 6 s 63 (SB)      |
| 8    | Emmanuel Biron         | France      | 6 s 63 (=SB)     |

| Rang | Athlète          | Pays        | Temps        |
| ---- | ---------------- | ----------- | ------------ |
| 1    | Mariya Ryemyen   | Ukraine     | 7 s 10 (=PB) |
| 2    | Myriam Soumaré   | France      | 7 s 11       |
| 3    | Ivet Lalova      | Bulgarie    | 7 s 12 (PB)  |
| 4    | Dafne Schippers  | Pays-Bas    | 7 s 14 (PB)  |
| 5    | Asha Philip      | Royaume-Uni | 7 s 15 (=PB) |
| 6    | Ezinne Okparaebo | Norvège     | 7 s 16       |
| 7    | Verena Sailer    | Allemagne   | 7 s 16       |
| 8    | Tezdzhan Naimova | Bulgarie    | DQ           |

### 400 m
| Rang | Athlète           | Pays        | Temps            |
| ---- | ----------------- | ----------- | ---------------- |
| 1    | Pavel Maslák      | Tchéquie    | 45 s 66 (EL, NR) |
| 2    | Nigel Levine      | Royaume-Uni | 46 s 21 (SB)     |
| 3    | Pavel Trenikhin   | Russie      | 46 s 70          |
| 4    | Volodymyr Burakov | Ukraine     | 46 s 79          |
| 5    | Michael Bingham   | Royaume-Uni | 46 s 81          |
| 6    | Richard Strachan  | Royaume-Uni | 47 s 02          |

| Rang | Athlète              | Pays        | Temps        |
| ---- | -------------------- | ----------- | ------------ |
| 1    | Perri Shakes-Drayton | Royaume-Uni | 50 s 85 (WL) |
| 2    | Eilidh Child         | Royaume-Uni | 51 s 45 (PB) |
| 3    | Moa Hjelmer          | Suède       | 52 s 04 (NR) |
| 4    | Zuzana Hejnová       | Tchéquie    | 52 s 12      |
| 5    | Denisa Rosolová      | Tchéquie    | 52 s 71      |
| 6    | Shana Cox            | Royaume-Uni | 53 s 15      |

### 800 m
| Rang | Athlète            | Pays        | Temps         |
| ---- | ------------------ | ----------- | ------------- |
| 1    | Adam Kszczot       | Pologne     | 1 min 48 s 69 |
| 2    | Kevin López        | Espagne     | 1 min 49 s 31 |
| 3    | Mukhtar Mohammed   | Royaume-Uni | 1 min 49 s 60 |
| 4    | Anis Ananenka      | Biélorussie | 1 min 49 s 60 |
| 5    | Taras Bybyk        | Ukraine     | 1 min 50 s 38 |
| 6    | Luis Alberto Marco | Espagne     | 1 min 51 s 69 |

| Rang | Athlète           | Pays        | Temps              |
| ---- | ----------------- | ----------- | ------------------ |
| 1    | Nataliya Lupu     | Ukraine     | 2 min 00 s 26 (SB) |
| 2    | Yelena Kotulskaya | Russie      | 2 min 00 s 98      |
| 3    | Maryna Arzamasava | Biélorussie | 2 min 01 s 21 (SB) |
| 4    | Jennifer Meadows  | Royaume-Uni | 2 min 01 s 52      |
| 5    | Olha Lyakhovaya   | Ukraine     | 2 min 02 s 12      |
| 6    | Ciara Everard     | Irlande     | 2 min 02 s 55      |

### 1 500 m
| Rang | Athlète                     | Pays     | Temps              |
| ---- | --------------------------- | -------- | ------------------ |
| 1    | Mahiedine Mekhissi-Benabbad | France   | 3 min 37 s 17      |
| 2    | İlham Tanui Özbilen         | Turquie  | 3 min 37 s 22 (SB) |
| 3    | Simon Denissel              | France   | 3 min 37 s 70 (PB) |
| 4    | Marcin Lewandowski          | Pologne  | 3 min 39 s 19      |
| 5    | Arturo Casado               | Espagne  | 3 min 39 s 36 (SB) |
| 6    | Hélio Gomes                 | Portugal | 3 min 39 s 46 (PB) |
| 7    | Bartosz Nowicki             | Pologne  | 3 min 39 s 74      |
| 8    | David Bustos                | Espagne  | 3 min 40 s 14      |
| 9    | Oleksandr Borysyuk          | Ukraine  | 3 min 42 s 15      |

| Rang | Athlète                | Pays        | Temps         |
| ---- | ---------------------- | ----------- | ------------- |
| 1    | Abeba Aregawi          | Suède       | 4 min 04 s 47 |
| 2    | Isabel Macías          | Espagne     | 4 min 14 s 19 |
| 3    | Katarzyna Broniatowska | Pologne     | 4 min 14 s 30 |
| 4    | Natallia Kareiva       | Biélorussie | 4 min 15 s 15 |
| 5    | Svetlana Podosenova    | Russie      | 4 min 16 s 32 |
| 6    | Yelena Soboleva        | Russie      | 4 min 16 s 50 |
| 7    | Giulia Viola           | Italie      | 4 min 16 s 83 |
| 8    | Laura Muir             | Royaume-Uni | 4 min 18 s 39 |
| 9    | Natalia Rodríguez      | Espagne     | DNS           |

### 3 000 m
| Rang | Athlète             | Pays        | Temps              |
| ---- | ------------------- | ----------- | ------------------ |
| 1    | Hayle Ibrahimov     | Azerbaïdjan | 7 min 49 s 74      |
| 2    | Juan Carlos Higuero | Espagne     | 7 min 50 s 26      |
| 3    | Ciarán O'Lionáird   | Irlande     | 7 min 50 s 40 (PB) |
| 4    | Yoann Kowal         | France      | 7 min 50 s 89      |
| 5    | Florian Carvalho    | France      | 7 min 53 s 23      |
| 6    | Halil Akkaş         | Turquie     | 7 min 54 s 89 (SB) |
| 7    | Roberto Alaiz       | Espagne     | 7 min 55 s 12      |
| 8    | Lander Tijtgat      | Belgique    | 7 min 55 s 59 (PB) |
| 9    | Adil Bouafif        | Suède       | 7 min 59 s 81      |
| 10   | Polat Kemboi Arıkan | Turquie     | 8 min 00 s 72      |
| 11   | Henrik Ingebrigtsen | Norvège     | 8 min 02 s 45      |
| 12   | Andrey Safronov     | Russie      | 8 min 15 s 37      |

| Rang | Athlète              | Pays        | Temps         |
| ---- | -------------------- | ----------- | ------------- |
| 1    | Sara Moreira         | Portugal    | 8 min 58 s 50 |
| 2    | Corinna Harrer       | Allemagne   | 9 min 00 s 50 |
| 3    | Fionnuala Britton    | Irlande     | 9 min 00 s 54 |
| 4    | Yelena Korobkina     | Russie      | 9 min 00 s 59 |
| 5    | Almensh Belete       | Belgique    | 9 min 03 s 89 |
| 6    | Lauren Howarth       | Royaume-Uni | 9 min 04 s 04 |
| 7    | Christine Bardelle   | France      | 9 min 08 s 62 |
| 8    | Polina Jelizarova    | Lettonie    | 9 min 09 s 86 |
| 9    | Roxana Bârcă         | Roumanie    | 9 min 10 s 51 |
| 10   | Dudu Karakaya        | Turquie     | 9 min 15 s 07 |
| 11   | Ancuta Bobocel       | Roumanie    | 9 min 18 s 37 |
| 12   | Natalya Aristarkhova | Russie      | 9 min 23 s 28 |

### 60 m haies
| Rang | Athlète                 | Pays        | Temps           |
| ---- | ----------------------- | ----------- | --------------- |
| 1    | Sergueï Choubenkov      | Russie      | 7 s 49 (WL, PB) |
| 2    | Paolo Dal Molin         | Italie      | 7 s 51 (NR)     |
| 3    | Pascal Martinot-Lagarde | France      | 7 s 53 (=PB)    |
| 4    | Balázs Baji             | Hongrie     | 7 s 56 (=NR)    |
| 5    | Erik Balnuweit          | Allemagne   | 7 s 58 (PB)     |
| 6    | Maksim Lynsha           | Biélorussie | 7 s 58 (PB)     |
| 7    | Konstadínos Douvalídis  | Grèce       | 7 s 64 (=SB)    |
| 8    | Konstantin Shabanov     | Russie      | 7 s 66          |

| Rang | Athlète           | Pays        | Temps           |
| ---- | ----------------- | ----------- | --------------- |
| 1    | Nevin Yanıt       | Turquie     | 7 s 89 (NR, EL) |
| 2    | Alina Talai       | Biélorussie | 7 s 94 (=PB)    |
| 3    | Veronica Borsi    | Italie      | 7 s 94 (NR)     |
| 4    | Derval O'Rourke   | Irlande     | 7 s 95 (SB)     |
| 5    | Yuliya Kondakova  | Russie      | 7 s 99          |
| 6    | Eline Berings     | Belgique    | 8 s 08          |
| 7    | Micol Cattaneo    | Italie      | 8 s 11          |
| 8    | Nooralotta Neziri | Finlande    | 8 s 19          |

### Relais 4 × 400 m
Les équipes de relais 4 × 400 m qualifiés sont le Royaume-Uni, la Russie, la Belgique, la République tchèque, la Pologne et la Suède chez les hommes, et la Russie, l'Ukraine, le Royaume-Uni, la France, la République tchèque et la Suède chez les femmes.
| Rang | Pays        | Athlètes                                                                 | Temps         |
| ---- | ----------- | ------------------------------------------------------------------------ | ------------- |
| 1    | Royaume-Uni | Michael Bingham Richard Buck Nigel Levine Richard Strachan               | 3 min 05 s 78 |
| 2    | Russie      | Pavel Trenikhin Yuriy Trambovetskiy Konstantin Svechkar Vladimir Krasnov | 3 min 06 s 96 |
| 3    | Tchéquie    | Daniel Němeček Josef Prorok Petr Lichý Pavel Maslák                      | 3 min 07 s 64 |
| 4    | Belgique    | Antoine Gillet Kévin Borlée Arnaud Ghislain Tim Rummens                  | 3 min 07 s 98 |
| 5    | Suède       | Felix Francois Nil de Oliveira Johan Wissman Dennis Forsman              | 3 min 07 s 98 |
| 6    | Pologne     | Michal Pietrzak Rafal Omelko Lukasz Domagala Grzegorz Sobinski           | DQ            |

| Rang | Athlète     | Pays                                                                   | Temps                    |
| ---- | ----------- | ---------------------------------------------------------------------- | ------------------------ |
| 1    | Royaume-Uni | Eilidh Child Shana Cox Christine Ohuruogu Perri Shakes-Drayton         | 3 min 27 s 56 (WL,NR,CR) |
| 2    | Russie      | Olga Tovarnova Tatyana Veshkurova Nadezhda Kotlyarova Kseniya Zadorina | 3 min 28 s 18            |
| 3    | Tchéquie    | Denisa Rosolová Jitka Bartonicková Lenka Masná Zuzana Hejnová          | 3 min 28 s 49            |
| 4    | France      | Myriam Soumaré Muriel Hurtis Phara Anacharsis Marie Gayot              | 3 min 28 s 71            |
| 5    | Ukraine     | Yuliya Krasnoshchok Olha Bibik Kseniya Karandyuk Olha Zemlyak          | 3 min 34 s 61            |
| 6    | Suède       | Josefin Magnusson Moa Hjelmer Frida Person Elin Moraiti                | 3 min 36 s 17            |

### Saut en hauteur
| Rang | Athlète              | Pays        | Marque      |
| ---- | -------------------- | ----------- | ----------- |
| 1    | Sergey Mudrov        | Russie      | 2,35 m (PB) |
| 2    | Aleksey Dmitrik      | Russie      | 2,33 m      |
| 3    | Jaroslav Bába        | Tchéquie    | 2,31 m (SB) |
| 4    | Adónios Mástoras     | Grèce       | 2,29 m (PB) |
| 5    | Gianmarco Tamberi    | Italie      | 2,29 m      |
| 6    | Robbie Grabarz       | Royaume-Uni | 2,23 m      |
| 7    | Mickaël Hanany       | France      | 2,23 m      |
| 8    | Dmytro Dem'yanyuk    | Ukraine     | 2,21 m      |
| 9    | Konstadínos Baniótis | Grèce       | 2,19 m      |

| Rang | Athlète                 | Pays     | Marque       |
| ---- | ----------------------- | -------- | ------------ |
| 1    | Ruth Beitia             | Espagne  | 1,99 m (SB)  |
| 2    | Ebba Jungmark           | Suède    | 1,96 m (=PB) |
| 3    | Emma Green Tregaro      | Suède    | 1,96 m (SB)  |
| 4    | Anna Iljuštšenko        | Estonie  | 1,92 m       |
| 4    | Alessia Trost           | Italie   | 1,92 m       |
| 6    | Venelina Veneva-Mateeva | Bulgarie | 1,92 m       |
| 7    | Mirela Demireva         | Bulgarie | 1,87 m       |
| 8    | Tia Hellebaut           | Belgique | 1,87 m       |

### Saut en longueur
| Rang | Athlète          | Pays        | Marque      |
| ---- | ---------------- | ----------- | ----------- |
| 1    | Aleksandr Menkov | Russie      | 8,31 m (WL) |
| 2    | Michel Tornéus   | Suède       | 8,29 m (NR) |
| 3    | Christian Reif   | Allemagne   | 8,07 m      |
| 4    | Eero Haapala     | Finlande    | 8,05 m      |
| 5    | Louis Tsatoumas  | Grèce       | 8,00 m      |
| 6    | Tommi Evilä      | Finlande    | 7,96 m      |
| 7    | Chris Tomlinson  | Royaume-Uni | 7,95 m      |
| 8    | Elvijs Misāns    | Lettonie    | 7,68 m      |

| Rang | Athlète             | Pays        | Marque      |
| ---- | ------------------- | ----------- | ----------- |
| 1    | Darya Klishina      | Russie      | 7,01 m (WL) |
| 2    | Éloyse Lesueur      | France      | 6,90 m (NR) |
| 3    | Erica Jarder        | Suède       | 6,71 m (PB) |
| 4    | Shara Proctor       | Royaume-Uni | 6,69 m      |
| 5    | Ivana Španović      | Serbie      | 6,68 m      |
| 6    | Cornelia Deiac      | Roumanie    | 6,52 m      |
| 7    | Anastasiya Mokhnyuk | Ukraine     | 6,46 m      |
| -    | Olga Kucherenko     | Russie      | DQ          |

### Saut à la perche
| Rang | Athlète                | Pays        | Marque      |
| ---- | ---------------------- | ----------- | ----------- |
| 1    | Renaud Lavillenie      | France      | 6,01 m (WL) |
| 2    | Björn Otto             | Allemagne   | 5,76 m      |
| 3    | Malte Mohr             | Allemagne   | 5,76 m      |
| 4    | Konstadínos Filippídis | Grèce       | 5,76 m      |
| 5    | Jan Kudlicka           | Tchéquie    | 5,71 m      |
| 6    | Steven Lewis           | Royaume-Uni | 5,71 m (SB) |
| 7    | Robert Sobera          | Pologne     | 5,71 m (SB) |
| 8    | Raphael Holzdeppe      | Allemagne   | 5,61 m      |

| Rang | Athlète                | Pays        | Marque |
| ---- | ---------------------- | ----------- | ------ |
| 1    | Holly Bleasdale        | Royaume-Uni | 4,67 m |
| 2    | Anna Rogowska          | Pologne     | 4,67 m |
| 3    | Anzhelika Sidorova     | Russie      | 4,62 m |
| 4    | Jiřina Svobodová       | Tchéquie    | 4,62 m |
| 5    | Anastasiya Savchenko   | Russie      | 4,37 m |
| 6    | Angelina Zhuk-Krasnova | Russie      | 4,37 m |
| 7    | Kristina Gadschiew     | Allemagne   | 4,37 m |
| 8    | Katharina Bauer        | Allemagne   | 4,22 m |

### Triple saut
| Rang | Athlète           | Pays     | Marque       |
| ---- | ----------------- | -------- | ------------ |
| 1    | Daniele Greco     | Italie   | 17,70 m (WL) |
| 2    | Rouslan Samitov   | Russie   | 17,30 m (PB) |
| 3    | Aleksey Fyodorov  | Russie   | 17,12 m (PB) |
| 4    | Viktor Kuznyetsov | Ukraine  | 17,02 m (PB) |
| 5    | Harold Correa     | France   | 16,92 m      |
| 6    | Karl Taillepierre | France   | 16,72 m      |
| 7    | Zlatozar Atanasov | Bulgarie | 16,57 m      |
| 8    | Fabian Florant    | Pays-Bas | 16,55 m      |

| Rang | Athlète           | Pays        | Marque          |
| ---- | ----------------- | ----------- | --------------- |
| 1    | Olha Saladuha     | Ukraine     | 14,88 m (WL,NR) |
| 2    | Irina Gumenyuk    | Russie      | 14,30 m         |
| 3    | Simona La Mantia  | Italie      | 14,26 m (SB)    |
| 4    | Veronika Mosina   | Russie      | 14,21 m         |
| 5    | Patricia Sarrapio | Espagne     | 14,07 m (PB)    |
| 6    | Yamilé Aldama     | Royaume-Uni | 13,93 m (SB)    |
| 7    | Jenny Elbe        | Allemagne   | 13,81 m         |
| 8    | Patrícia Mamona   | Portugal    | 13,72 m         |

### Lancer du poids
| Rang | Athlète           | Pays               | Marque       |
| ---- | ----------------- | ------------------ | ------------ |
| 1    | Asmir Kolašinac   | Serbie             | 20,62 m (SB) |
| 2    | Hamza Alić        | Bosnie-Herzégovine | 20,34 m (PB) |
| 3    | Ladislav Prášil   | Tchéquie           | 20,29 m      |
| 4    | Ralf Bartels      | Allemagne          | 20,16 m (SB) |
| 5    | Marco Fortes      | Portugal           | 20,02 m (SB) |
| 6    | Aleksandr Bulanov | Russie             | 19,70 m      |
| 7    | Marco Schmidt     | Allemagne          | 19,63 m      |
| 8    | Niklas Arrhenius  | Suède              | 19,17 m      |

| Rang | Athlète             | Pays        | Marque  |
| ---- | ------------------- | ----------- | ------- |
| 1    | Christina Schwanitz | Allemagne   | 19,25 m |
| 2    | Yevgeniya Kolodko   | Russie      | 19,04 m |
| 3    | Alena Kopets        | Biélorussie | 18,85 m |
| 4    | Chiara Rosa         | Italie      | 18,37 m |
| 5    | Irina Tarasova      | Russie      | 18,31 m |
| 6    | Josephine Terlecki  | Allemagne   | 18,16 m |
| 7    | Anca Heltne         | Roumanie    | 17,64 m |
| 8    | Úrsula Ruiz         | Espagne     | 17,22 m |

### Heptathlon/Pentathlon
Les athlètes engagés dans les concours de l'heptathlon et du pentathlon sont qualifiés au vu des bilans européens 2012 en plein air (décathlon chez les hommes et heptathlon chez les femmes) et des bilans européens 2013 en salle (heptathlon chez les hommes et pentathlon chez les femmes). 
| Rang | Athlète                 | Pays     | Points            |
| ---- | ----------------------- | -------- | ----------------- |
| 1    | Eelco Sintnicolaas      | Pays-Bas | 6 372 pts (WL,NR) |
| 2    | Kevin Mayer             | France   | 6 297 pts (PB)    |
| 3    | Mihail Dudaš            | Serbie   | 6 099 pts (NR)    |
| 4    | Adam Sebastian Helcelet | Tchéquie | 6095 pts (PB)     |
| 5    | Ilya Shkurenev          | Russie   | 6018 pts (PB)     |
| 6    | Fabian Rosenquist       | Suède    | 5979 pts (PB)     |
| 7    | Artem Lukyanenko        | Russie   | 5953 pts          |
| 8    | Pelle Rietveld          | Pays-Bas | 5906 pts (PB)     |
| 9    | Kaarel Jõeväli          | Estonie  | 5841 pts          |
| 10   | Tiago Marto             | Portugal | 5680 pts          |
| 11   | Dominik Distelberger    | Autriche | 5623 pts          |
| 12   | Jérémy Lelièvre         | France   | 5112 pts          |
| 13   | Petter Olson            | Suède    | 4933 pts          |
|      | Mikk Pahapill           | Estonie  | DNF               |
|      | Attila Szabó            | Hongrie  | DNF               |

| Rang | Athlète                  | Pays        | Points         |
| ---- | ------------------------ | ----------- | -------------- |
| 1    | Antoinette Nana Djimou   | France      | 4 666 pts (SB) |
| 2    | Yana Maksimava           | Biélorussie | 4 658 pts (PB) |
| 3    | Hanna Melnychenko        | Ukraine     | 4 608 pts      |
| 4    | Remona Fransen           | Pays-Bas    | 4 571 pts (SB) |
| 5    | Sofia Linde              | Suède       | 4 531 pts (PB) |
| 6    | Nafissatou Thiam         | Belgique    | 4 493 pts      |
| 7    | Julia Mächtig            | Allemagne   | 4 463 pts (SB) |
| 8    | Alina Fyodorova          | Ukraine     | 4 420 pts      |
| 9    | Ellinore Hallin          | Suède       | 4 372 pts (PB) |
| 10   | Laura Ikauniece          | Lettonie    | 4 224 pts      |
| 11   | Katsiaryna Netsviatayeva | Biélorussie | 4 092 pts      |
| 12   | Nadine Broersen          | Pays-Bas    | 3 707 pts      |
| 13   | Beatrice Puiu            | Roumanie    | 3 561 pts      |
| -    | Yekaterina Bolshova      | Russie      | DNF            |
| -    | Ellen Sprunger           | Suisse      | DNF            |

## Légende
Records et Performances
- AR : Record continental (area record)
- CR : Record des championnats (championship record)
- MR : Record du meeting (meet record)
- NR : Record national (national record)
- OR : Record olympique (olympic record)
- PR : Record paralympique (paralympic record)
- PB : Record personnel (personal best)
- SB : Meilleure performance personnelle de la saison (season's best)
- WL : Meilleure performance mondiale de l'année (world leader)
- WJR : Record du monde junior (world junior record)
- WR : Record du monde (world record)

Circonstances et Conditions
- DNF : N'a pas terminé (did not finish)
- DNS : N'a pas pris le départ (did not start)
- DQ : Disqualification (disqualification)
- NM : Aucun essai valable enregistré (No Mark)
- Q : Qualifié « directement » au prochain tour (ou à la prochaine compétition), lors d'une compétition majeure, grâce au classement ou à la réalisation des minima (automatic qualifier)
- q : Qualifié au prochain tour (ou à la prochaine compétition), lors d'une compétition majeure, grâce au repêchage ou à la réalisation de l'une des meilleures performances parmi celles des « non qualifiés directement » (grâce au meilleur temps ou à la meilleure distance par exemple) (secondary qualifier)